# دانيال كارول
دانيال كارول (بالإنجليزية: Daniel Carroll) هو سياسي أمريكي، ولد في 22 يوليو 1730 بأبر مارلبورو في الولايات المتحدة، وتوفي في 5 يوليو 1796. انتخب عضو مجلس النواب الأمريكي.